# Evelyn Boyd Granville
Evelyn Boyd Granville (Washington D. C., 1 de mayo de 1924-27 de junio de 2023) fue una matemática, física teórica y astrónoma estadounidense, fue la segunda mujer afroamericana en doctorarse en matemáticas, con la tesis titulada On Laguerre Series in the Complex Domain (1949).
Participó  en  movimientos por los Derechos Civiles de las mujeres y de la población negra, como el liderado por Martin Luther King.

## Biografía
Evelyn Boyd Granville nació el 1 de mayo de 1924 en Washington D. C. en una familia afroamericana muy modesta; hija de Julia Walker  y William Boyd, quien desempeñaba cualquier trabajo que le permitiera mantener a su familia (portero, chofer, mensajero…). Padeció los efectos de la Gran Depresión de 1929, aunque su padre mantuvo a la familia vendiendo verduras en un camión. Pese a no faltarle ni alimento ni casa, su estructura familiar se vio trastocada cuando, siendo ella muy joven, sus padres decidieron divorciarse, por lo que Evelyn se quedó al cuidado de su madre, que a partir de ese momento trabajó en la Oficina de Grabación e Impresión del Gobierno de EE. UU. hasta su jubilación.
Toda su formación básica la realizó en escuelas de Washington D. C., estudiando en la Dunbar High School, donde se graduó con unas  extraordinarias calificaciones. Entonces Evelyn solicitó ingreso y beca en el Smith College de  Northampton en el estado de Massachusetts y en el Mount Holyoke College  en South Hadley. Pese a que el ingreso fue aceptado por las dos universidades, ninguna de ellas le concedió la beca solicitada. Evelyn consiguió estudiar en el Smith College gracias al apoyo económico de su madre, su tía Louise (las cuales aportaron mil dólares a partes iguales) y de la sociedad Phi, Delta, Kappa (que le concedió una ayuda de cien dólares). Con estos recursos económicos comenzó en 1941 sus estudios con la ambición  de llegar a ser profesora de matemáticas.
En el Smith College estudió matemáticas, física teórica y astronomía, materia esta última que le fascinaba; pudo continuar sus estudios porque tras este primer año empezó a recibir becas y en verano trabajaba en la Oficina Nacional de Estándares de Washington, hasta que en 1945 terminó su licenciatura al tiempo que acababa la Segunda Guerra Mundial y empezaba la guerra fría.
Obtuvo el doctorado por Yale, gracias a una beca que recibió de la Smith Student Aid Society of Smith College,  en 1949, con una tesis doctoral en la que discutía las propiedades de las series de Laguerre en el dominio complejo, titulada: On Laguerre Series in the Complex Domain; supervisada por Hille. Pese a su extraordinario currículo y su excepcional inteligencia, fue rechazada para trabajar en el New York City College, consiguiendo su primer trabajo en el Instituto Universitario de Matemática y Ciencias de Nueva York. Su primer año de licenciada lo utilizó para investigar y dar clases como ayudante a tiempo parcial en el departamento de Matemática. En esta etapa estableció su residencia en la ciudad de Nueva York, donde pudo sentir de forma muy personal la discriminación.  Pese a que las leyes prohibían la segregación racial, las costumbres eran muy fuertes, hasta el punto de tener  que vivir un tiempo en el apartamento de una amiga de su madre. Esta experiencia, tan humillante,  le llevó renunciar a ese puesto de trabajo, decisión que justificó por el ruido, la suciedad y los enormes bloques de hormigón  de la ciudad, que le hacían sentir mal.
En 1950, obtuvo un puesto de profesora adjunta en la Universidad de Fisk en Nashville, Tennessee. En 1952, volvió a Washington para trabajar como matemática en la Oficina Nacional de Estadística, donde cobraba bastante más que como profesora. Es entonces cuando entró en contacto con el mundo de la programación informática, interesándose mucho en este nuevo campo. Comenzó su faceta como programadora, adquiriendo una experiencia que le permitiría pasar a trabajar en IBM, volviendo a fijar su residencia en Nueva York, lo que no era de su agrado, pese a lo motivador de su trabajo. De este modo, cuando, en 1956, la NASA firmó un contrato con IBM para diseñar, escribir y mantener programas de ordenador para el programa espacial de EE.UU y  la compañía abrió el Centro de Computación de Vanguard, en Washington,  Evelyn, solicitó y consiguió el traslado a ese centro de la capital del estado.  En este nuevo trabajo, Evelyn formó parte del equipo de profesionales de IBM que se responsabilizaron del cálculo de órbitas y de procedimientos para controlar vehículos espaciales, tanto para el Proyecto Vanguard de la NASA  como  para el Proyecto Mercury.
En 1960 se casó (con el reverendo Gamaliel Mansfield Collins, padre de dos hijas)  y dejó IBM, para trasladarse a Los Ángeles, California. Es en este momento cuando entró a formar parte de un equipo de estudio e investigación de métodos de cálculo de órbitas.
El reverendo Mansfield era miembro de un equipo de captadores de fondos para Martin Luther King, ayudando además a la organización de eventos de diversa índole relacionados con la defensa de los derechos civiles. Esto motivó a Evelyn a comprometerse con el Movimiento de los Derechos Civiles para los afroamericanos y participar en los programas del Día de la Mujer.
Durante los años 60 del siglo XX, la carrera por el espacio estaba en su momento más álgido.  Yuri Gagarin navegó por el espacio en 1961. La respuesta americana no se hizo esperar y la reciente creada NASA seguía requiriendo de  profesionales de los campos de la matemática, la física y la astronomía, así como de la programación informática, campos todos ellos dominados por Evelyn. De esta manera en 1962 volvió a incorporarse al equipo de especialistas investigadores de la Compañía Norteamericana de Aviación, la cual diseñaba trabajos para el Proyecto Apolo. En 1963 pasó a IBM, en la División Federal de Sistemas, donde realizó trabajos similares. 
En 1967, tuvo la oportunidad de trabajar nuevamente en Washington, pero permaneció en Los Ángeles, donde rescindió el contrato con IBM y se centró en la resolución de su divorcio, tras el que pasó a trabajar como profesora asistente de matemática en la Universidad Estatal de California, en la ciudad de Los Ángeles.
De 1968 a 1969, Evelyn, formó parte de Proyectos de Formación del Profesorado que debían hacerse cargo de la introducción de la matemática moderna en los niveles elemental y secundario. Es en este momento cuando escribió su libro La Teoría y los Usos de Matemática para Profesores.
En 1970 se volvió a casar y se trasladó a vivir a una granja de Texas con su marido Edward V. Granville. En 1984 se jubiló, aunque continuó dando clases de forma voluntaria de 1985 a 1988 de Matemática e Informática en el College Texas en Tyler, en la cátedra de A. Lindsey. En 1989 el Smith College le concedió un doctorado honoris causa, siendo la primera mujer afroamericana en recibir tal honor de una institución estadounidense. Ha pertenecido al Consejo Nacional de Profesores de Matemática y a la Sociedad Americana de Mujeres Universitarias.
Aún a avanzada edad siguió dando clases de forma voluntaria a universitarios, en programas tutoriales de nivel elemental y secundario y a programas de alfabetización de adultos.